# 山城智二
山城 智二（やましろ ともじ、1971年7月22日 - ）は、沖縄県を拠点とするお笑い芸人、ローカルタレント、映画監督。沖縄お笑い事務所FECオフィス社長。沖縄県那覇市出身。身長160.8cm、体重65kg、血液型O型。

## 来歴・人物
父は小説家の山城達雄、妹は現代美術家の山城知佳子。沖縄県立豊見城高等学校卒業後、沖縄大学へ。大学在学中からFECに所属し、1991年に当銘正典と漫才コンビ「ふんけり（ふんだりけったり）」結成。FECを創設、主宰していた実兄の山城達樹が1996年に急逝し、FECを引き継いだ。しかし、悲しみの深さから、兄の死後2年間の記憶が無いという。趣味は映画鑑賞、夢は映画監督。2023年、FEC創設30周年事業として創設者山城達樹を描いたドキュメンタリー映画「ファニーズ」を制作、スターシアターズ系（沖縄県）で公開した。当初一ヶ月間の予定だった上映期間が、口コミが広がり延長を繰り返し結果的に約3ヶ月のロングランを記録した。沖縄県産映画でドキュメンタリー映画では異例のヒットを記録した。『琉神マブヤー』を助ける精霊「ケン」役や『ハルサーエイカー』での「ノーグ・ヘラー」役など、特撮俳優としての活動も多い。ラジオ番組『映画点検』では映画プロデューサー仙頭武則や脚本家の山田優樹らと映画について語るなど映画人としての活動も行っている。役者としても評価が高く、映画『born,bone,墓音。』にて、米国アカデミー賞公認・アジア最大級の国際短編映画祭『ショートショートフィルムフェスティバル＆アジア2017』ベストアクターアワードジャパン部門を受賞している。

## 主な出演

### テレビ
- 琉神マブヤー（琉球放送） - ケン役
- ジョートーTV（琉球放送）
- オキナワノコワイハナシ（琉球放送）
- FEC沖縄○○バラエティー（沖縄テレビ）
- ハルサーエイカー（沖縄テレビ） - ノーグ・ヘラー役
- テンペスト（NHK）
- ディキヤーズ（沖縄テレビ）
- 爆笑!Cランチ（琉球放送）
- AH!JUSCO（琉球放送）
- Okinawan情報コンビニ（琉球放送）
- DJ（ドリームジャングル、琉球放送） - ナレーション
- 沖縄TV開局スペシャル（沖縄テレビ）
- iあい〜笑いの大きなWa〜（沖縄テレビ）
- 沖縄テレビ研究所（沖縄テレビ）
- ゆん卓サンデー（琉球放送）
- ワライゲラ（沖縄ケーブルネットワーク）
- オキナワンヒーローズ（2022年、沖縄テレビ） - ケン/ノーグ・ヘラー役（※2役）
- 連続ドラマW フェンス（2023年3月19日 - 4月16日、WOWOW） - 金城 役[3]
- おきなわテレビはじまりものがたり（2024年11月12日 - 11月19日、沖縄テレビ） - 知花隆太 役[4]

### ラジオ
- 久茂地放送屋（RBCiラジオ）
- 映画点検（RBCiラジオ）
- サンデーアッチャー（RBCiラジオ）
- 昼ワク!（RBCiラジオ）
- ともじ・はつえのラジムナー（RBCiラジオ）
- 只今ペット中（RBCiラジオ）
- いとあやし（RBCiラジオ）
- ○×△超ファニカジ（RBCiラジオ）
- モザイクラジオぶちくんキング（RBCiラジオ）
- ヒット・ミュージック・ステーション（FM沖縄） - ラジオカーレポーター
- FMオーシャンボード（FM沖縄） - ラジオカーレポーター
- ポップンロールステーション・1分勝負（FM沖縄）
- 山城智二のばんないうちなー!（FM沖縄）

### 舞台
- 基地を笑え! お笑い米軍基地
- 演芸集団FEC旗揚げ記念公演（毎年9月 - 10月に開催）
- お出かけライブ“お笑い天然記念物”
- 大衆舞台“食堂カンムリワシ”
- お笑い三人会

### 映画
- カメジロー 沖縄の青春
- アコークロー（2007年）
- やぎの冒険
- 天国からのエール（2011年）
- ペンギン夫婦の作りかた
- Nothing Parts71
- 琉球バトルロワイアル 琉球空手騒動記（2013年）
- たま子とチョーチカーの呪文（2014年） - マジムン 役[5]
- スイーツライフ（2015年） - 保栄茂 役[6]
- 人魚に会える日。（2015年）
- born、bone、墓音。（2016年） - 与那城勝 役[7]
- クソ野郎と美しき世界　エピソード３「光へ、航る」
- 洗骨（2019年公開） - 高安悟 役
- ミラクルシティコザ（2022年公開） - たつる 役[8]
- 10ROOMS（2022年公開） - 新里 役[9]
- ファニーズ（2023年公開） 監督作品

### CM
- BOOK BOX
- 今日バイト
- がんじゅうタイム
- 琉球ダイハツ
- お悔やみ速報 沖縄 しまダビ
- ヘリオス酒造 古酒くら